# Temporada 1982-83 de los Detroit Pistons
La temporada 1982-83 fue la trigésimo quinta de los Pistons en la NBA, y la vigesimosexta en su localización de Detroit, Míchigan. La temporada regular acabaron con 37 victorias y 45 derrotas, ocupando la octava posición de la Conferencia Este, no logrando clasificarse para los playoffs.

## Elecciones en elDraft
| Ronda | Puesto | Jugador          | Posición  | Nacionalidad   | Universidad      |
| ----- | ------ | ---------------- | --------- | -------------- | ---------------- |
| 1     | 9      | Cliff Levingston | Ala-Pívot | Estados Unidos | Wichita State    |
| 1     | 18     | Ricky Pierce     | Alero     | Estados Unidos | Rice             |
| 4     | 78     | Walker Russell   | Escolta   | Estados Unidos | Western Michigan |

## Temporada regular
| División Central    | División Central | División Central | División Central | División Central | División Central | División Central | División Central | División Central |
| Equipo              | G                | P                | %                | PD               | Casa             | Fuera            | Div              |                  |
| ------------------- | ---------------- | ---------------- | ---------------- | ---------------- | ---------------- | ---------------- | ---------------- | ---------------- |
| y-Milwaukee Bucks   | 51               | 31               | .622             | –                | 31–10            | 20–21            | 22–7             |                  |
| x-Atlanta Hawks     | 43               | 39               | .524             | 8                | 26–15            | 17–24            | 21–8             |                  |
| Detroit Pistons     | 37               | 45               | .451             | 14               | 23–18            | 14–27            | 19–11            |                  |
| Chicago Bulls       | 28               | 54               | .341             | 23               | 18–23            | 10–31            | 13–17            |                  |
| Cleveland Cavaliers | 23               | 59               | .280             | 28               | 15–26            | 8–33             | 8–22             |                  |
| Indiana Pacers      | 20               | 62               | .244             | 31               | 14–27            | 6–35             | 6–24             |                  |

## Estadísticas
| Rk | Jugador          | Edad | P  | PT | MP   | TC  | TCI  | %TC  | T3  | T3I | %T3  | TL  | TLI | %TL  | RO  | RD  | RT   | AS  | RB  | TAP | BP  | FP  | PTS  |
| -- | ---------------- | ---- | -- | -- | ---- | --- | ---- | ---- | --- | --- | ---- | --- | --- | ---- | --- | --- | ---- | --- | --- | --- | --- | --- | ---- |
| 1  | Kelly Tripucka   | 23   | 58 | 58 | 38.8 | 9.7 | 19.9 | .489 | 0.2 | 0.6 | .378 | 6.8 | 8.0 | .845 | 2.2 | 2.4 | 4.6  | 4.1 | 1.2 | 0.3 | 3.2 | 2.7 | 26.5 |
| 2  | Isiah Thomas     | 21   | 81 | 81 | 38.2 | 9.0 | 19.0 | .472 | 0.4 | 1.5 | .288 | 4.5 | 6.4 | .710 | 1.3 | 2.8 | 4.0  | 7.8 | 2.5 | 0.4 | 4.0 | 3.9 | 22.9 |
| 3  | Bill Laimbeer    | 25   | 82 | 82 | 35.0 | 5.3 | 10.7 | .497 | 0.0 | 0.2 | .154 | 3.0 | 3.8 | .790 | 3.4 | 8.7 | 12.1 | 3.2 | 0.6 | 1.4 | 2.1 | 3.9 | 13.6 |
| 4  | Terry Tyler      | 26   | 82 | 56 | 31.0 | 5.1 | 10.7 | .478 | 0.0 | 0.2 | .133 | 1.8 | 2.4 | .745 | 2.2 | 4.4 | 6.6  | 1.9 | 1.3 | 2.0 | 1.5 | 2.7 | 12.1 |
| 5  | Vinnie Johnson   | 26   | 82 | 51 | 30.6 | 6.3 | 12.4 | .513 | 0.1 | 0.5 | .275 | 3.0 | 3.8 | .778 | 2.0 | 2.3 | 4.3  | 3.7 | 1.1 | 0.6 | 1.9 | 3.2 | 15.8 |
| 6  | Kent Benson      | 28   | 21 | 15 | 28.5 | 4.0 | 8.7  | .467 | 0.0 | 0.0 | .000 | 1.8 | 2.4 | .760 | 2.5 | 4.9 | 7.4  | 2.3 | 0.7 | 0.8 | 1.7 | 2.9 | 9.9  |
| 7  | John Long        | 26   | 70 | 30 | 21.2 | 4.5 | 9.9  | .451 | 0.0 | 0.1 | .286 | 1.6 | 2.1 | .760 | 0.8 | 1.8 | 2.6  | 1.5 | 0.6 | 0.2 | 2.1 | 1.9 | 10.5 |
| 8  | Edgar Jones      | 26   | 49 | 25 | 21.1 | 3.0 | 6.0  | .493 | 0.0 | 0.1 | .333 | 2.4 | 3.5 | .680 | 1.6 | 3.9 | 5.5  | 1.4 | 0.6 | 1.6 | 2.1 | 3.3 | 8.3  |
| 9  | Scott May        | 28   | 9  | 1  | 17.2 | 2.3 | 5.6  | .420 | 0.0 | 0.0 |      | 1.9 | 2.3 | .810 | 1.1 | 1.8 | 2.9  | 1.3 | 0.6 | 0.2 | 1.4 | 2.7 | 6.6  |
| 10 | Tom Owens        | 33   | 49 | 4  | 14.8 | 1.7 | 3.9  | .422 | 0.0 | 0.0 |      | 0.9 | 1.3 | .682 | 1.3 | 2.4 | 3.8  | 0.9 | 0.2 | 0.3 | 1.0 | 2.3 | 4.2  |
| 11 | James Wilkes     | 24   | 9  | 0  | 14.3 | 1.2 | 3.8  | .324 | 0.0 | 0.1 | .000 | 1.3 | 1.7 | .800 | 1.0 | 1.1 | 2.1  | 1.1 | 0.3 | 0.1 | 0.6 | 2.4 | 3.8  |
| 12 | Cliff Levingston | 22   | 62 | 5  | 14.2 | 2.1 | 4.4  | .485 | 0.0 | 0.0 | .000 | 1.4 | 2.4 | .571 | 1.7 | 2.1 | 3.7  | 0.8 | 0.4 | 0.6 | 1.2 | 2.0 | 5.6  |
| 13 | Ray Tolbert      | 24   | 28 | 0  | 14.1 | 2.0 | 4.4  | .460 | 0.0 | 0.0 | .000 | 1.0 | 2.1 | .475 | 0.9 | 2.3 | 3.3  | 0.7 | 0.4 | 0.8 | 1.1 | 2.0 | 5.1  |
| 14 | Walker Russell   | 22   | 68 | 1  | 11.1 | 1.0 | 2.7  | .364 | 0.0 | 0.3 | .111 | 0.7 | 0.9 | .810 | 0.3 | 0.8 | 1.1  | 1.9 | 0.2 | 0.0 | 1.4 | 1.0 | 2.7  |
| 15 | Jim Johnstone    | 22   | 16 | 0  | 8.6  | 0.6 | 1.3  | .450 | 0.0 | 0.0 |      | 0.4 | 0.9 | .400 | 0.7 | 1.2 | 1.9  | 0.6 | 0.1 | 0.4 | 0.7 | 1.5 | 1.5  |
| 16 | Ricky Pierce     | 23   | 39 | 1  | 6.8  | 0.8 | 2.3  | .375 | 0.0 | 0.2 | .143 | 0.5 | 0.8 | .563 | 0.4 | 0.5 | 0.9  | 0.4 | 0.2 | 0.1 | 0.5 | 1.1 | 2.2  |
| 17 | Jim Smith        | 24   | 4  | 0  | 4.5  | 0.8 | 1.0  | .750 | 0.0 | 0.0 |      | 0.5 | 1.0 | .500 | 0.0 | 1.3 | 1.3  | 0.0 | 0.0 | 0.0 | 0.0 | 1.0 | 2.0  |
| 18 | Jim Zoet         | 29   | 7  | 0  | 4.3  | 0.1 | 0.7  | .200 | 0.0 | 0.0 |      | 0.0 | 0.0 |      | 0.4 | 0.7 | 1.1  | 0.1 | 0.1 | 0.4 | 0.6 | 1.3 | 0.3  |

## Galardones y récords
| Jugador       | Galardón                              |
| Isiah Thomas  | 2.º Mejor quinteto de la NBA All-Star |
| Bill Laimbeer | All-Star                              |